# Jiří Holý
Jiří Holý (ur. 28 kwietnia 1953 w Nowym Jiczinie) – czeski teoretyk i historyk literatury. 

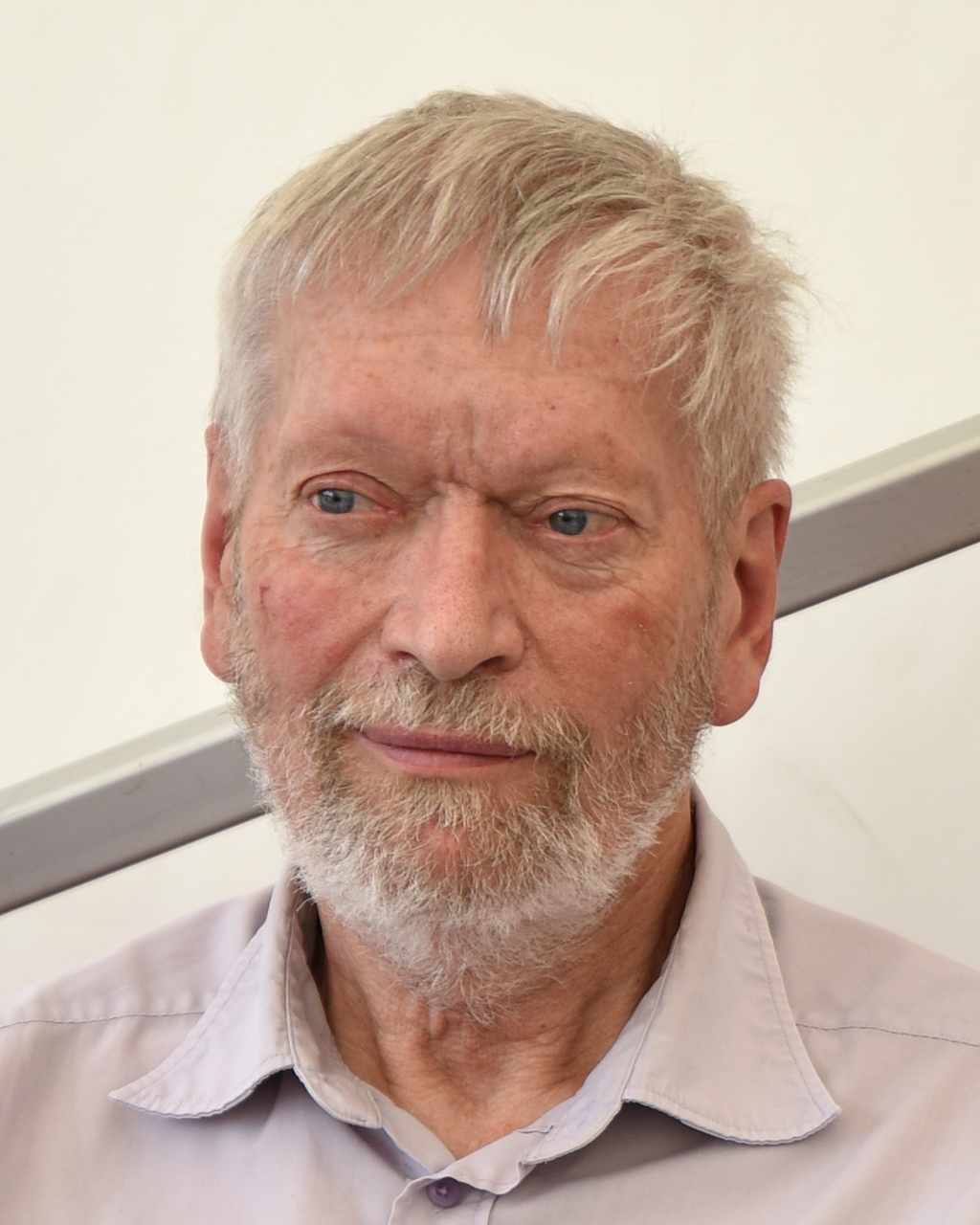
Jiří Holý (2024)

## Życiorys
Ukończył studia bohemistyczne i germanistyczne na Uniwersytecie Karola w Pradze (1977). Pracuje w Instytucie Literatury Czeskiej Czeskiej Akademii Nauk. Ma tytuł profesora. Wykładowca uczelni czeskich, austriackich i niemieckich. 

## Publikacje naukowe
- Estetický projekt světa Vladislava Vančury (1990, Estetyczny projekt świata Vladislava Vančury)
- Problemy nové české epiky (1995, Problemy nowej epiki czeskiej).

Współautor jednej z najnowszych historii literatury czeskiej: Jan Lehár, Alexandr Stich, Jaroslava Janáčková, Jiří Holý, Česká literatura od počátku k dnešku (1998, Literatura czeska od początków do dnia dzisiejszego).